# Viêm da cơ địa
Viêm da cơ địa còn được gọi là chàm thể tạng, là một loại viêm da gây ngứa, đỏ, sưng và bị nứt da. Những vùng da bị bệnh thì dày lên theo thời gian và chúng có thể sản sinh ra các chất lỏng. Tình trạng này có thể xảy ra ở bất kì độ tuổi nào, điển hình nó thường bắt đầu xuất hiện ở trẻ ấu thơ với sự thay đổi nghiêm trọng qua các năm. Ở trẻ em dưới 1 năm tuổi, phần lớn cơ thể đều có thể bị ảnh hưởng. Khi trẻ lớn lên, phía sau đầu gối và trước mặt các khuỷu tay là những vùng da hay bị ảnh hưởng nhất. Với người lớn thì tay và chân mới là vùng da hay bị ảnh hưởng nhất. Gãi làm các triệu chứng nặng nề hơn và chỗ tổn thương có nguy cơ cao bị nhiễm trùng da. Nhiều người trong đợt tiến triển của viêm da cơ địa thường hay có sốt hoặc có cơn hen phế quản.
Nguyên nhân là không rõ nhưng được cho là liên quan đến di truyền học, rối loạn chức năng hệ miễn dịch, phơi nhiễm môi trường và rối loạn tính thấm của da. Nếu một người có chị em song sinh mà bị bệnh, thì có đến một 85% người còn lại có nguy cơ bị bệnh tương tự. Những người sống trong thành phố, sống trong khí hậu khô thường dễ bị ảnh hưởng hơn. Tiếp xúc với một số chất hóa học nhất định nào đó hoặc rửa tay thường xuyên làm cho các triệu chứng trở nên tồi tệ hơn. Trạng thái căng thẳng cũng có thể làm cho các triệu chứng tồi tệ hơn mặc dù nó không phải là một nguyên nhân. Các rối loạn này không gây truyền nhiễm. Việc chẩn đoán chủ yếu dựa trên các dấu hiệu và các triệu chứng. Các bệnh cần phải được loại trừ trước khi đưa ra chẩn đoán bao gồm viêm da tiếp xúc, bệnh vẩy nến, và viêm da tiết bã nhờn.